# La Claye
Pour les articles homonymes, voir Claye.
La Claye est une ancienne commune française située dans le département de la Vendée et la région des Pays-de-la-Loire.
Alors qu’elle est la commune la moins peuplée du département avec 46 habitants au recensement de 1999, La Claye fusionne au 1er janvier 2000 sous le régime de la commune associée avec sa voisine La Bretonnière pour donner naissance à la commune de La Bretonnière-la-Claye.

## Politique et administration

### Liste des maires
| Période                                  | Période          | Identité      | Étiquette | Qualité |
| ---------------------------------------- | ---------------- | ------------- | --------- | ------- |
| ?                                        | 31 décembre 1999 | Bernard Morin |           |         |
| Les données manquantes sont à compléter. |                  |               |           |         |

### Liste des maires délégués
| Période        | Période      | Identité                 | Étiquette | Qualité                                    |
| -------------- | ------------ | ------------------------ | --------- | ------------------------------------------ |
| 5 janvier 2000 | 24 mars 2001 | Bernard Morin            |           |                                            |
| 24 mars 2001   | 15 mars 2008 | Marie-Noëlle Poulailleau |           |                                            |
| 15 mars 2008   | 29 mars 2014 | David Marchegay          |           | Enseignant en gestion des espaces naturels |
| 29 mars 2014   | En cours     | Jean-Pierre Pellennec    | SE        | Gérant d’entreprise                        |

## Population et société

### Démographie
L'évolution du nombre d'habitants est connue à travers les recensements de la population effectués dans la commune de La Claye de 1793 à 1999, puis dans celle de La Bretonnière-la-Claye à partir de 2006.
| 1800 | 1806 | 1821 | 1831 | 1836 | 1841 | 1846 | 1851 | 1856 |
| ---- | ---- | ---- | ---- | ---- | ---- | ---- | ---- | ---- |
| 125  | 129  | 138  | 142  | 139  | 149  | 200  | 195  | 183  |

| 1861 | 1866 | 1872 | 1876 | 1881 | 1886 | 1891 | 1896 | 1901 |
| ---- | ---- | ---- | ---- | ---- | ---- | ---- | ---- | ---- |
| 184  | 194  | 174  | 167  | 178  | 178  | 166  | 169  | 166  |

| 1906 | 1911 | 1921 | 1926 | 1931 | 1936 | 1946 | 1954 | 1962 |
| ---- | ---- | ---- | ---- | ---- | ---- | ---- | ---- | ---- |
| 154  | 122  | 114  | 102  | 95   | 92   | 88   | 90   | 67   |

| 1968 | 1975 | 1982 | 1990 | 1999 | - | - | - | - |
| ---- | ---- | ---- | ---- | ---- | - | - | - | - |
| 67   | 67   | 72   | 51   | 46   | - | - | - | - |

## Culture locale et patrimoine

### Lieux et monuments
- Église Saint-Hilaire
- Viaduc sur le Lay
- Mairie annexe

### Personnalité liée à la commune
- Adolphe de Maynard de La Claye

#### Au fil du Lay
- D. Gautron, « La paroisse de La Claye », Au fil du Lay, Mareuil-sur-Lay-Dissais, Association culturelle du Pays mareuillais, no 17,‎ 1990, p. 43 (ISSN 0753-3985)
- A. Duret, « L’église de La Claye », Au fil du Lay, Mareuil-sur-Lay-Dissais, Association culturelle du Pays mareuillais, no 17,‎ 1990, p. 47-53 (ISSN 0753-3985)

#### Autres ouvrages
- Pascale Gade, Le Talmondais au Moyen Âge : Le Château de Talmont et sa principauté du XIe au XVe siècle, Poitiers, 1992
- Louis Brochet, Mareuil-sur-Lay-Dissais et ses environs, Paris, Res universis, coll. « Monographie des villes et villages de France » (no 486), 1990, 360 p. (ISBN 2-87760-433-0)